# Andreï Makine
Andreï Makine (Андрей Макин; Krasnoyarsk, URSS, 10 de septiembre de 1957) es un escritor francés de origen ruso. Electo miembro de la Academia Francesa el 3 de marzo de 2016, para ocupar el asiento número 5, en sustitución de Assia Djebar.

## Biografía
Estudió en Kalinin, hoy Tver, y más tarde se doctoró con una tesis sobre literatura francesa en la Universidad Estatal de Moscú. Enseñó filosofía en Nóvgorod. 
En 1987 viaja a Francia en el marco del programa de intercambio cultural para enseñar en un liceo. Es entonces cuando decide no regresar a la URSS y pide asilo político, que le es concedido. Enseña literatura rusa y se dedica a escribir y traducir. Logra publicar su primer libro haciéndolo pasar por una traducción del ruso. 
En 1995 fue galardonado con los premios Goncourt y Médicis por su libro El testamento francés, publicado al año siguiente en España por Tusquets. El libro cuenta la vida de su abuela francesa, Charlotte Lemonnier.
En 2014 fue distinguido con el Premio Mundial Cino Del Duca.

## Obras
- La Fille d'un héros de l'Union soviétique, 1990
- Confession d'un porte-drapeau déchu, 1992
- Au temps du fleuve Amour, 1994
- Le Testament français, 1995 (El testamento francés. Tusquets, Barcelona 2002, 150 pag. ISBN 8483100037, ISBN 978-8483100035)
- Le Crime d'Olga Arbélina, 1998 (El crimen de Olga Arbelina. Tusquets, Barcelona 2002, 150 pag. ISBN 8483101823, ISBN 978-8483101827)
- Requiem pour l'Est, 2000 (Réquiem por el este. Tusquets, Barcelona 2008, 304 pag. ISBN 9871210825, ISBN 978-9871210824)
- La Musique d'une vie, 2001 La música de una vida, Tusquets 2002 (La música de una vida. Tusquets, Barcelona 2002, 128 pag. ISBN 8483102153, ISBN 978-8483102152
- La Terre et le ciel de Jacques Dorme, 2003 (Entre el cielo y la tierra. Tusquets, Barcelona 2005, 195 pag. ISBN 9871210086, ISBN 978-9871210084)
- La Femme qui attendait, 2004 (La mujer que esperaba. Tusquets, Barcelona 2006, 176 pag. ISBN 978-84-8310-344-9)
- Cette France qu'on oublie d'aimer, 2006
- L'Amour humain, 2006
- Le Monde selon Gabriel, 2007
- La Vie d'un homme inconnu, 2009 (Vida de un hombre desconocido, Tusquets, Barcelona 2010, 272 pag. Juan Manuel Salmerón (Traductor).
- Le Livre des brèves amours éternelles, 2011
- Une femme aimée, 2013
- Le Pays du lieutenant Schreiber, 2014
- L'Archipel d'une autre vie, 2016 (Archipiélago de una vida otra, LOM Ediciones, Santiago de Chile 2019, 178 pag. Nicolás Slachevsky (Traductor). ISBN 9789560012616

- Au-delà des frontières, 2019
- L'Ami arménien, Grasset (ISBN 978-2-2468-2657-6)
- L'Ancien calendrier d'un amour, Grasset

Bajo el pseudónimo Gabriel Osmond
- Le Voyage d'une femme qui n'avait plus peur de vieillir, Albin Michel, 2001
- Les 20 000 Femmes de la vie d'un homme, Albin Michel, 2004
- L'Œuvre de l'amour, Pygmalion, 2006
- Alternaissance, Pygmalion, 2011